# Црква Светог великомученика Георгија у Миливојцу
Црква Светог великомученика Георгија у Миливојцу, насељеном месту на територији града Врања, православни је храм који припада Епархији врањској Српске православне цркве.
Црква посвећена Светом великомученику Георгију подигнута је 1958. године на старим темељима црквишта. Нема иконостас, ни престо. Богослужење се обавља једном годишње, на Ђурђевдан.
Реновирана је 2010. године, промењен је кров и обновљена фасада, добровољним радом и прилозима у материјалу.